# Касар-де-Касерес
Касар-де-Касерес (ісп. Casar de Cáceres) — муніципалітет в Іспанії, у складі автономної спільноти Естремадура, у провінції Касерес. Населення — 4841 особа (2010).
Муніципалітет розташований на відстані близько 250 км на захід від Мадрида, 9 км на північний захід від Касереса.
На території муніципалітету розташовані такі населені пункти: (дані про населення за 2010 рік)
- Касар-де-Касерес: 4833 особи
- Ла-Перала: 8 осіб

## Демографія
Динаміка населення (INE ):